# Sofja Otjigava
Sofja Albertovna Otjigava (ryska: Софья Альбертовна Очигава), född 7 juli 1987 i Moskva, Ryssland, är en rysk boxare som tog OS-silver i lättviktsboxning 2012 i London.